# Legenda o živých mrtvých
Legenda o živých mrtvých je československý dramatický televizní seriál vzniklý v produkci Československé televize, která jej také v letech 1971–1972 vysílala. Čtyřdílnou minisérii natočil podle scénáře Jiřího Blažka režisér Petr Tuček. Seriál pojednává o německém majorovi Richardu Lenzovi, který nesouzní s nacistickým myšlením a který během svého působení na Moravě v závěru druhé světové války předává informace zdejším partyzánům.

## Příběh
Ve východomoravských lesích a kopcích nedaleko Holešova působí na konci druhé světové války skupina partyzánů pod vedením dvou ruských bojovníků, Vasila a Michala. Odbojáři se snaží podnikat akce proti německým nacistickým jednotkám, což se jim poměrně daří. Mají totiž spojence mezi místními a výraznou pomocí je také zdejší doktor Vinkler, který dobře zná místní lidi i okolí. Lékař se navíc přátelí s německým důstojníkem ochranné policie, který zde velí. Major Lenz totiž není přesvědčeným nacistou a chce, aby válka skončila, proto předává přes Vinklera partyzánům informace. Jeho nadřízení si ale všimnou neobvykle úspěšných aktivit zdejších odbojářů a vlažných Lenzových reakcí, takže mu na nejbližší pozici přidělí věrného nacistu, důstojníka SS Liebleina, který má za úkol zjistit, kdo je zrádcem.

## Obsazení
- Jiří Dušek jako major Richard Lenz, důstojník ochranné policie
- Ladislav Večeřa jako Vasil, ruský velitel partyzánů
- Josef Šebek jako Michal, ruský partyzán, Vasilův zástupce a politický komisař
- Bohumil Slezáček jako doktor Vinkler, Lenzův přítel a spolupracovník partyzánů
- Vlasta Fialová jako hraběnka Eva Velinská, Lenzova přítelkyně a oddaná Němka
- Alena Hessová jako Marta Vinklerová, manželka doktora Vinklera
- Milan Pásek jako hrabě Jindřich Velinský, manžel hraběnky Evy a věrný Čech
- Rudolf Jurda jako major Kurt Klein, velitel gestapa
- Ladislav Lakomý jako nadporučík Fritz Lieblein, důstojník SS
- Bohumil Šmída jako plukovník Mahler, důstojník ochranné policie

## Produkce
V roce 1970 vyšla v týdeníku Květy třídílná reportáž „Záhada alpské havárie“ o událostech z konce druhé světové války v okolí Holešova, o působení zdejších partyzánských oddílů a činnosti německého majora Hübnera, který z pozice velitele holešovských kasáren spolupracoval s českým odbojem a partyzány v blízkých Hostýnských vrších. Autory článku byli Milan Bravenec a Miroslav Neumann, přičemž druhý jmenovaný byl v oné době místním partyzánem a od 60. let 20. století publikoval práce věnující se odbojovému hnutí v regionu. Článek zaujal scenáristu Jiřího Blažka, který se rozhodl využít informace o tehdejších událostech v okolí Holešova jako inspiraci pro celovečerní film pro soutěž k 50. výročí Komunistické strany Československa. Materiál ale nakonec přepracoval do čtyřdílné televizní minisérie Legenda o živých mrtvých, kterou jako svůj první seriál natočilo brněnské televizní studio. Režisér Petr Tuček si do hlavních rolí vybral Jiřího Duška, Ladislava Večeřu, Josefa Šebka, Bohumila Slezáčka či Vlastu Fialovou. Natáčení seriálu začalo v květnu 1971, probíhalo v Holešově a okolí a trvalo 50 natáčecích dnů. Hudbu k seriálu složili Milan Slimáček a Pavel Blatný.

## Vysílání
Seriál Legenda o živých mrtvých uvedla Československá televize na I. programu od prosince 1971 do ledna 1972. První díl měl premiéru 27. prosince 1971, další následovaly v týdenní periodě, takže poslední čtvrtá část byla odvysílána 17. ledna 1972. Seriál byl zařazen do večerního vysílání v hlavním vysílacím čase, začátky jednotlivých dílů o délce od 49 do 55 minut byly ve 20.00 hodin, s výjimkou prvního dílu, který byl uveden ve 20.20 hodin.

### Seznam dílů
| Č. v seriálu | Název             | Režie      | Scénář      | Datum premiéry    |
| ------------ | ----------------- | ---------- | ----------- | ----------------- |
| 1            | Osudné rozhodnutí | Petr Tuček | Jiří Blažek | 27. prosince 1971 |
| 2            | Štvanice          | Petr Tuček | Jiří Blažek | 3. ledna 1972     |
| 3            | Zámecká past      | Petr Tuček | Jiří Blažek | 10. ledna 1972    |
| 4            | Cesta smrti       | Petr Tuček | Jiří Blažek | 17. ledna 1972    |

## Přijetí
Článek v týdeníku Hlas revoluce označil seriál za „zdařilé dílo“ a konstatoval, že i v Československu byl konečně natočen seriál s odbojovou tematikou. Povšiml si rovněž skutečnosti, že tvůrci pořadu byli mladí umělci, „kteří v době, kdy se děj odehrává, byli ještě dětmi“, takže nemohli vytvářet dílo podle vlastních prožitků a podle skutečných událostí. Autoři v listu Průboj uvedli, že „Legenda o živých mrtvých patří nesporně k úspěchům Čs. televize“. Rovněž text v Obraně lidu seriál chválil, zejména dobře napsané dialogy, ze kterých mohl těžit režisér, a herecké výkony. Podle autora vynikl zejména Jiří Dušek v roli majora Lenze. Článek zaznamenal i některé výtky, především „přehranost a nepřirozenost“ v některých částech, které kvůli nevěrohodným přestřelkám připomínaly spíše „levné dobrodružné filmy“. Úplnou kritiku seriálu naopak přinesl týdeník Tvorba, v němž Jiří Karlovský uvedl, že minisérie „nesplnila očekávání a je výraznou prohrou“. Vadila mu „primitivnost“ dialogů (např. o smyslu života, přátelství, apod.), obrazu (zobrazování zranění s velkým množstvím krve) i situací, kdy je boj o ideály podle jeho názoru zobrazen „v jakési hybridní podobě hry na četníky a zloděje s výraznou dávkou většinou nevkusné erotiky“.